# Nachtglanzend wit

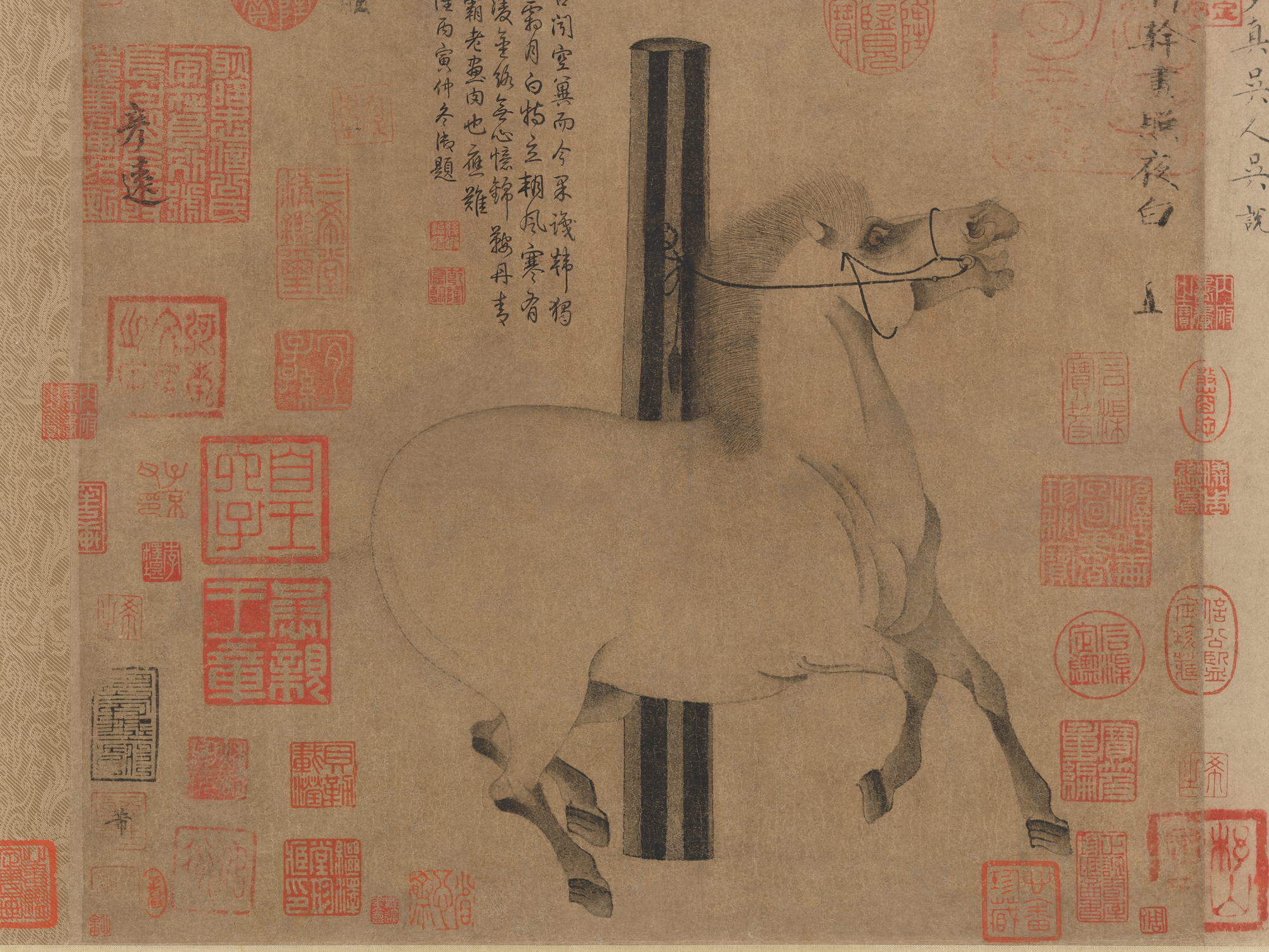
Nachtglanzend wit

Nachtglanzend wit (Chinees: 唐 韓幹 照夜白圖 卷; Engels: Night-Shining White) is een handrol van de Chinese kunstenaar Han Gan, gecreëerd in het midden van de 8e eeuw (ca. 750). Het is een van de grootste paardenportretten in de Chinese schilderkunst. Momenteel bevindt het werk zich in de collectie van het Metropolitan Museum of Art in New York, waaraan het in 1977 gedoneerd werd.
Het werk is een portret van het favoriete paard "Nachtglanzend wit" van keizer Xuanzong (regeerperiode 712-756) van de Tang-dynastie. In zijn tijd werd Han Gan aanzien als een van de toonaangevende kunstenaars in China. Hij was bekend om in zijn werken niet enkel de uitbeelding van een paard te maken maar ook zijn natuur en karakter te tonen omdat hij ook een uitstekende kennis van de gewoonten van paarden bezat. Brandende ogen met grote pupillen, stomende neusgaten en dansende hoeven waren karakteristiek voor het beeld van een paard met een vurig temperament uit de Chinese mythologie. Han Gan vertelde de keizer dat de paarden in de stallen zijn leermeesters van de schilderkunst waren. 
Europese kunsthistorici wijzen vaak op de overeenstemming van de tekeningen van Han Gan en andere vertegenwoordigers van de Chinese schilderkunst en zien een duidelijk verschil in de Chinese werken tegenover de werken met dieren, gemaakt door Europese kunstenaars. De afbeeldingen van dieren in de Chinese schilderkunst zijn meestal anatomisch niet zo nauwkeurig ten opzichte van de dieren in de westerse schilderijen. Ondanks de eenvoud en conventionaliteit van "Nachtglanzend wit", verliest deze zijn expressiviteit en spiritualiteit niet. In tegenstelling tot andere naturalistische Centraal-Aziatische paardenrassen heeft het paard op "Nachtglanzend wit" minder realistische proporties met korte dunne benen en een heel ronde romp. Han Gan gaf het paard menselijke trekken, zijn gekwelde ogen keerde zich naar de kijker en lijken een beroep te doen op mededogen en hulp. De emotionele uitstraling van het paard, vastgebonden aan een paal, vertegenwoordigen een andere, trieste kant van het leven aan het keizerlijk hof.
Veel van de oorspronkelijke werken van de kunstenaar zijn verloren gegaan, maar werden in de volgende eeuwen meermaals gekopieerd door andere schilders. Meerdere zegels en handtekeningen van de vroegere eigenaars bevestigen het werk als zijnde van Han Gan. Op dit werk staat geen handtekening of zegel van de kunstenaar zelf, maar wel zegels van een aantal keizers. De vele zegels en handtekening aan de randen van het werk, toegevoegd door latere eigenaren en experts, is een typisch kenmerk van de Chinese kunstcollecties.

## Fotogalerij

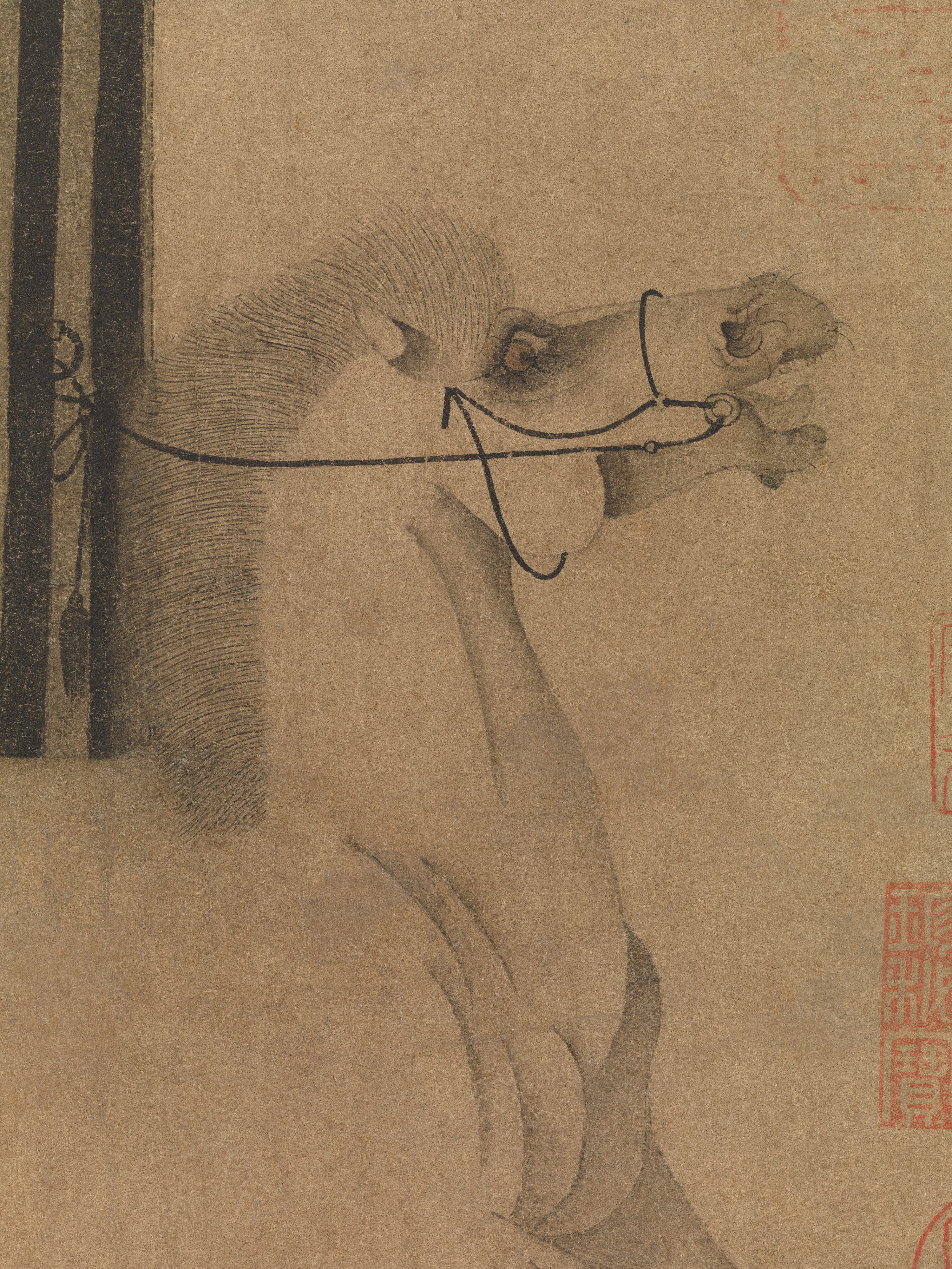
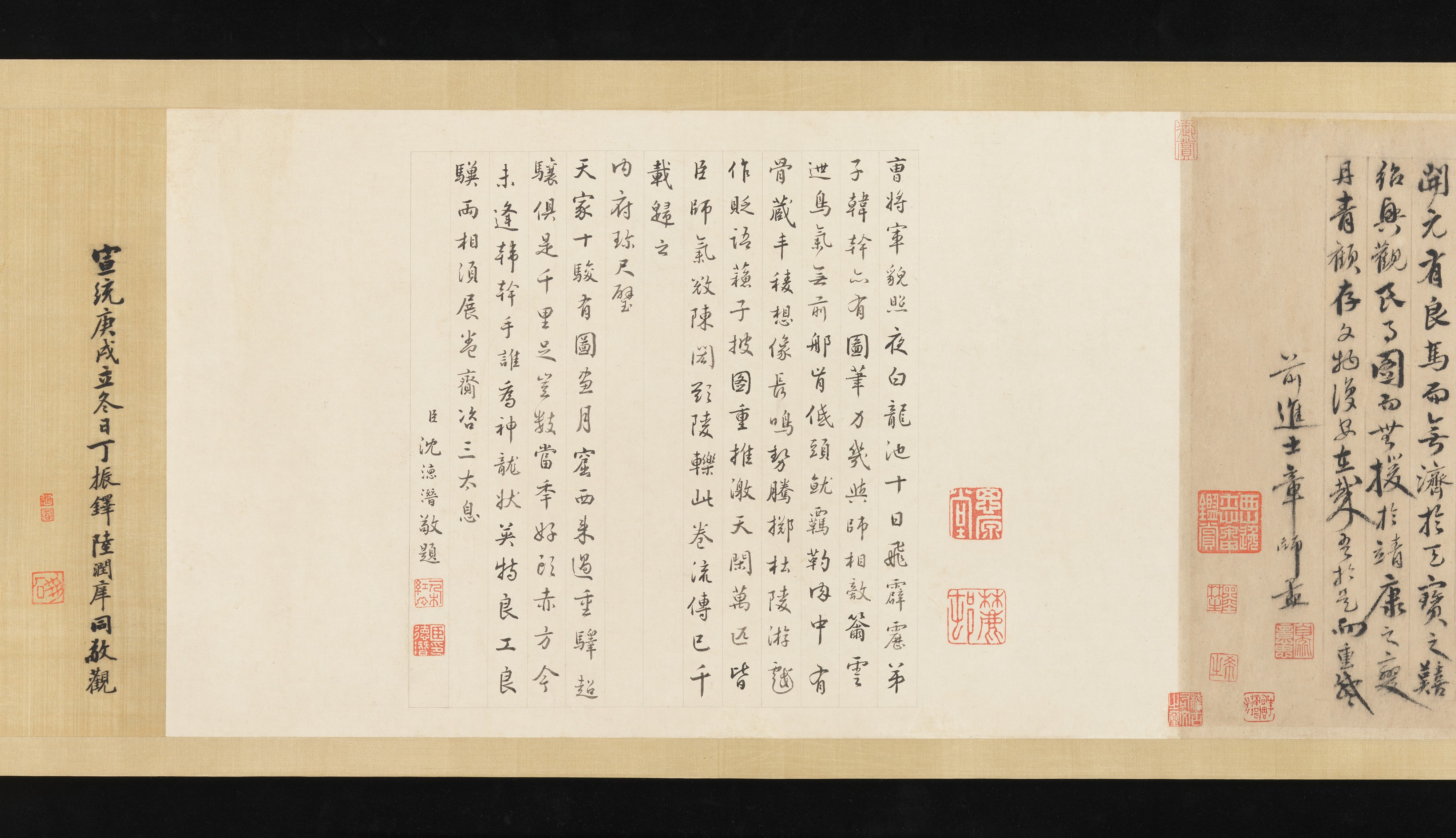
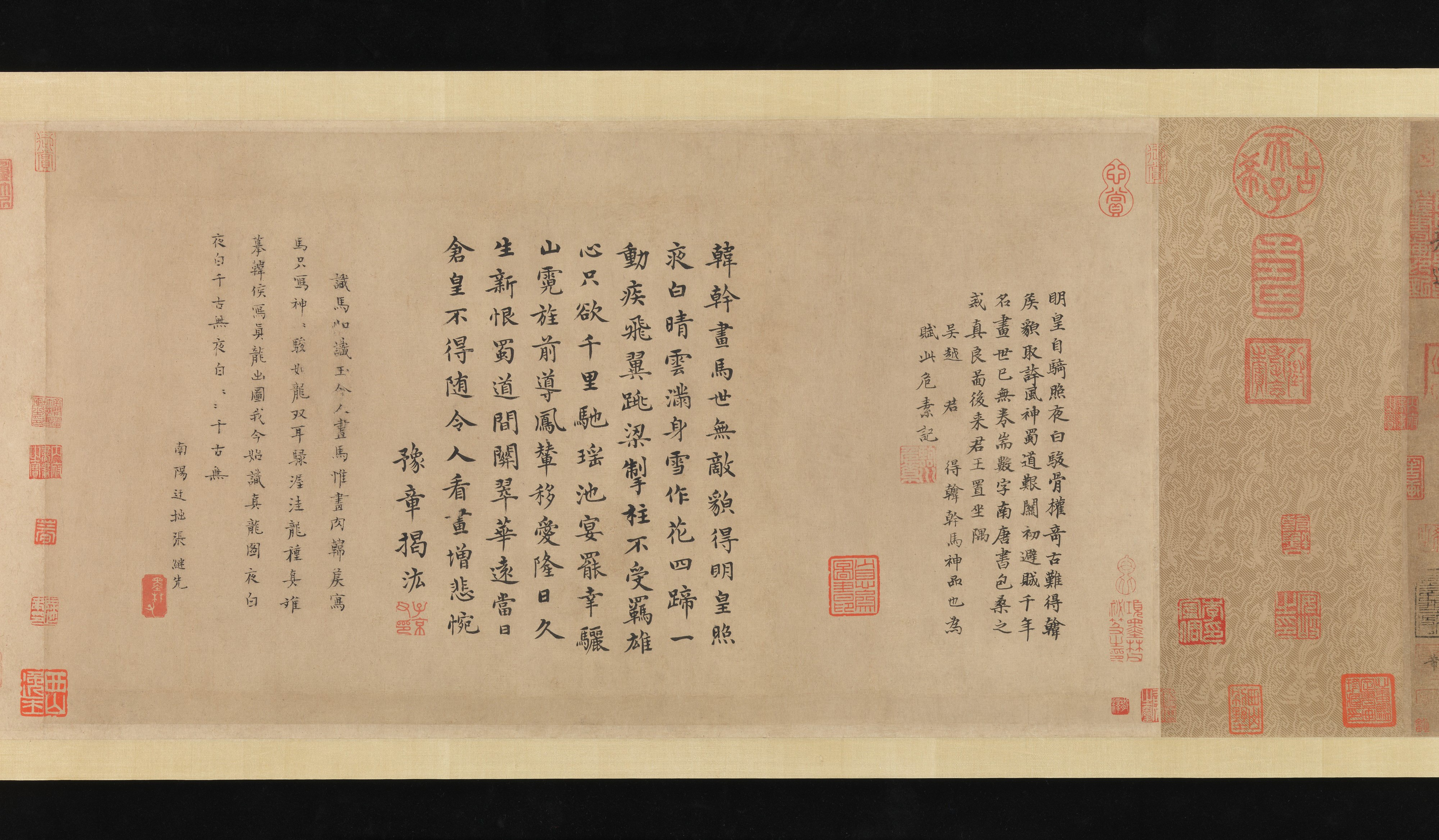
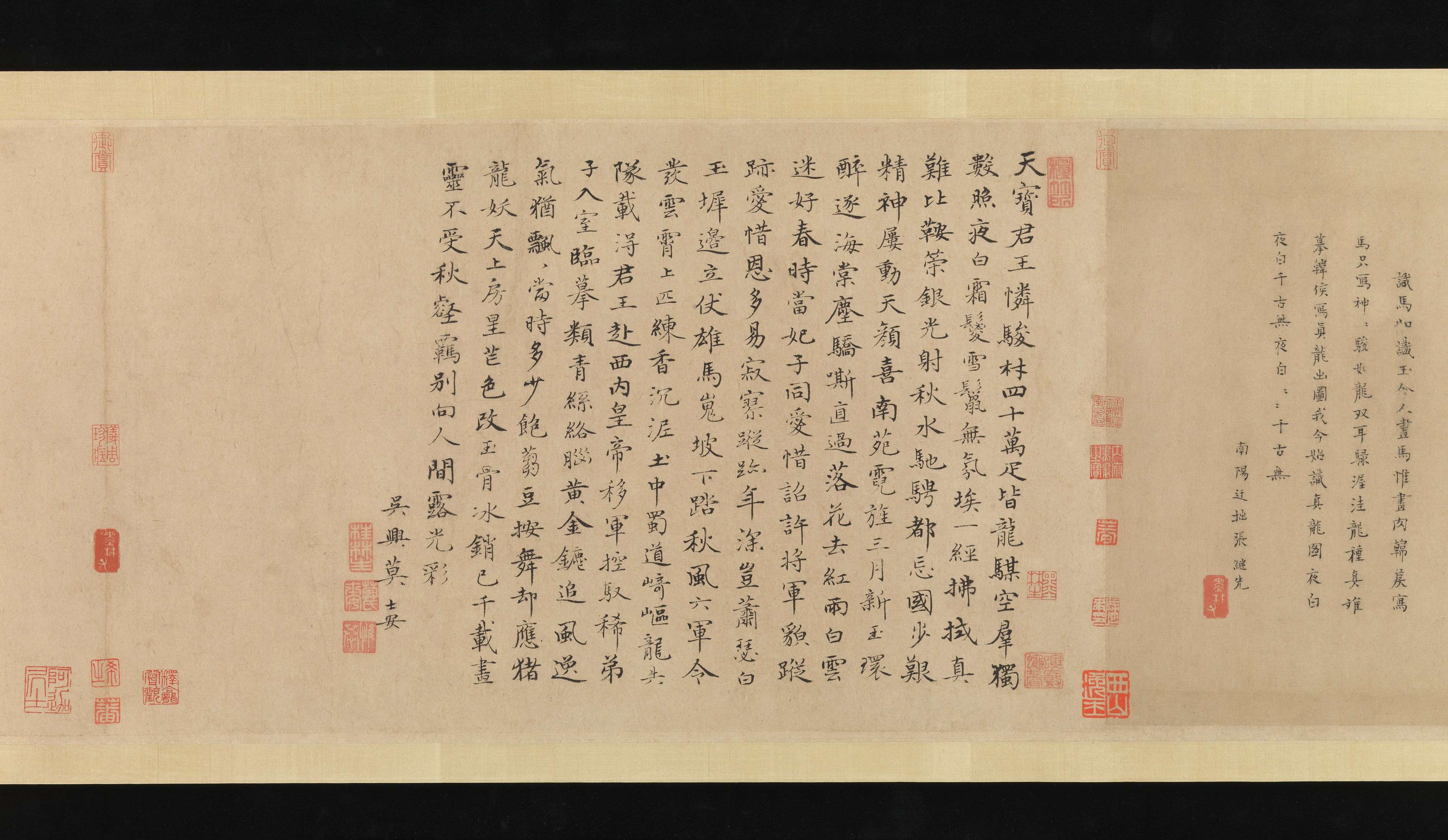
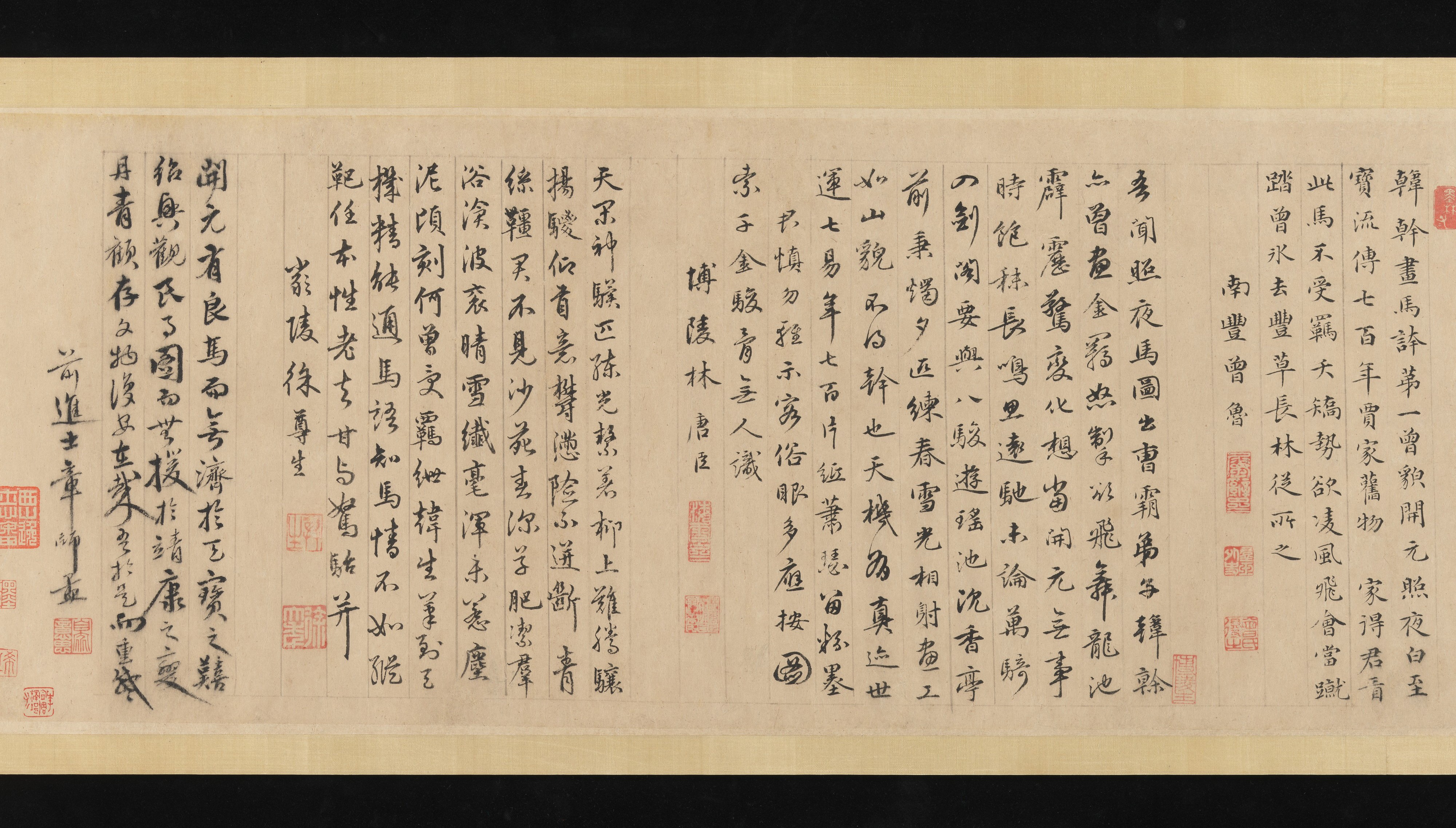
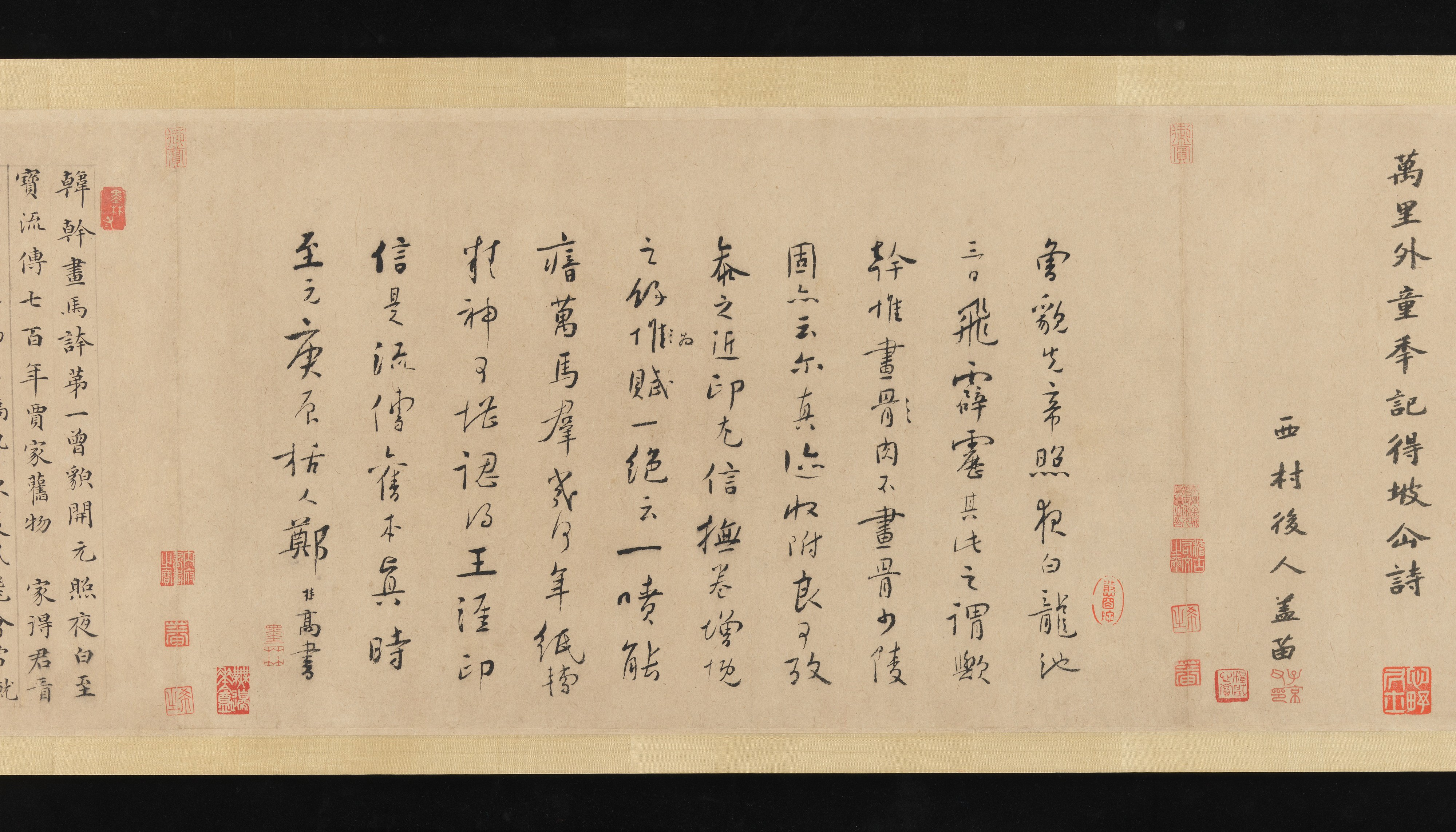
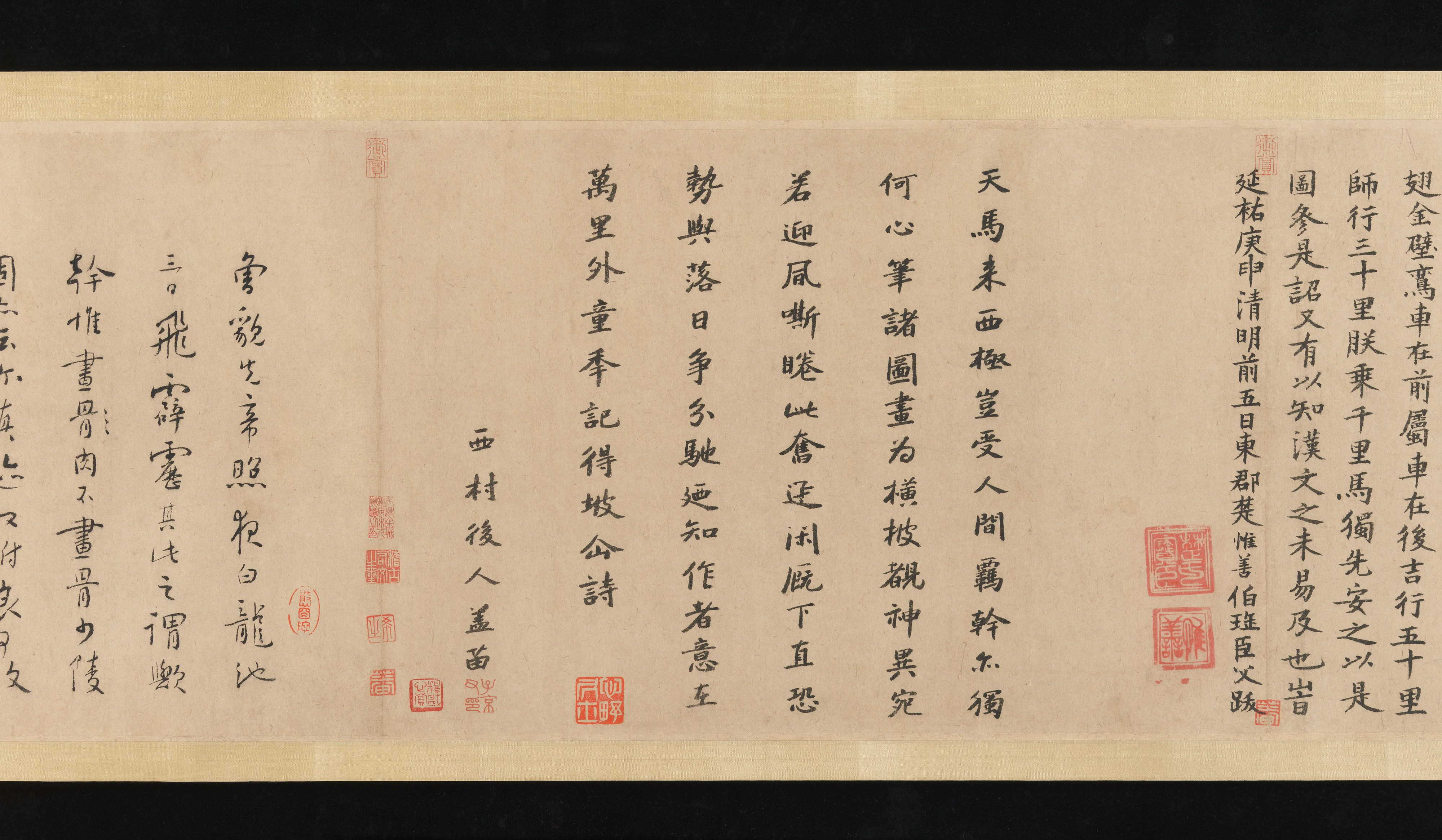
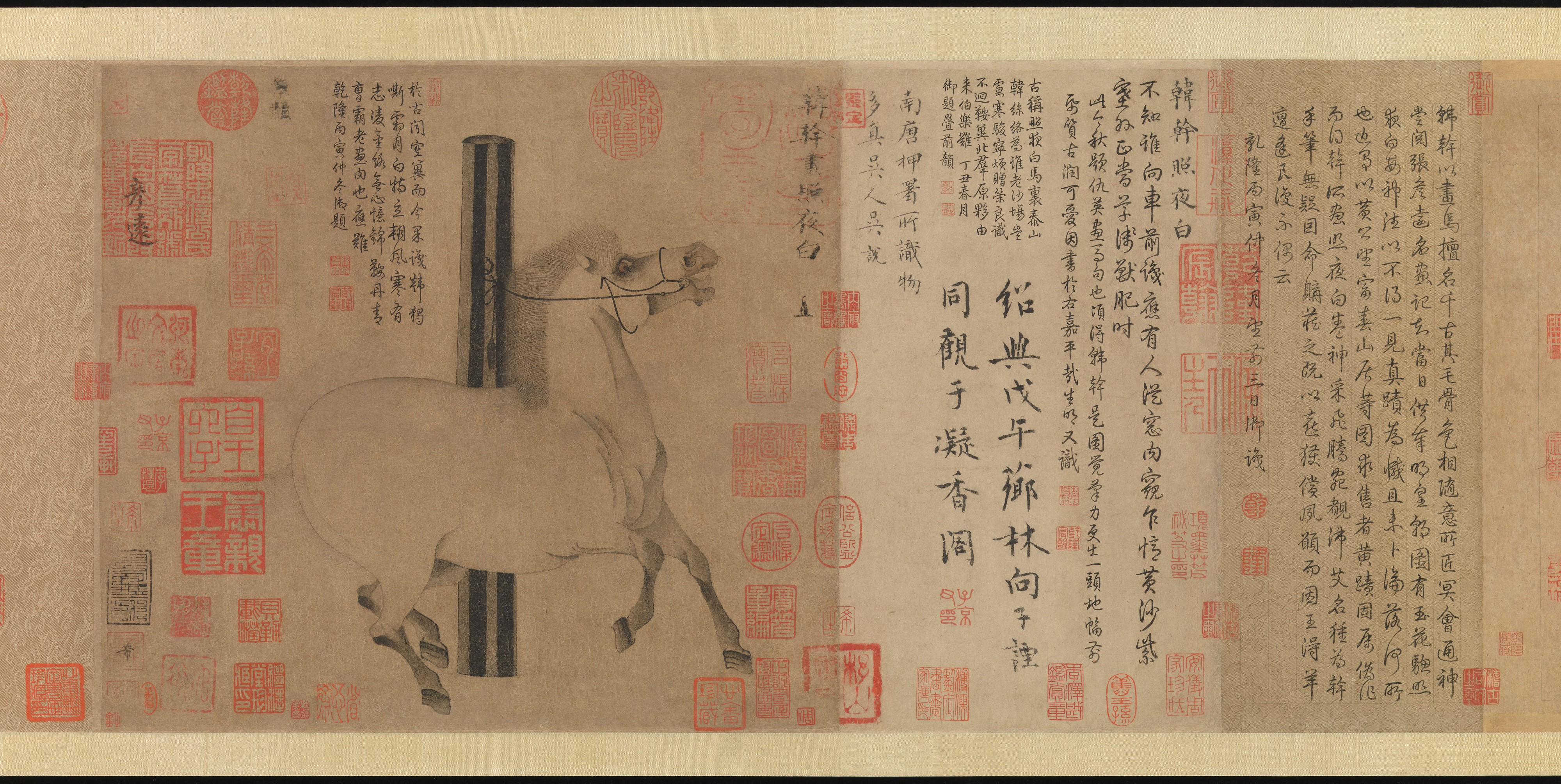
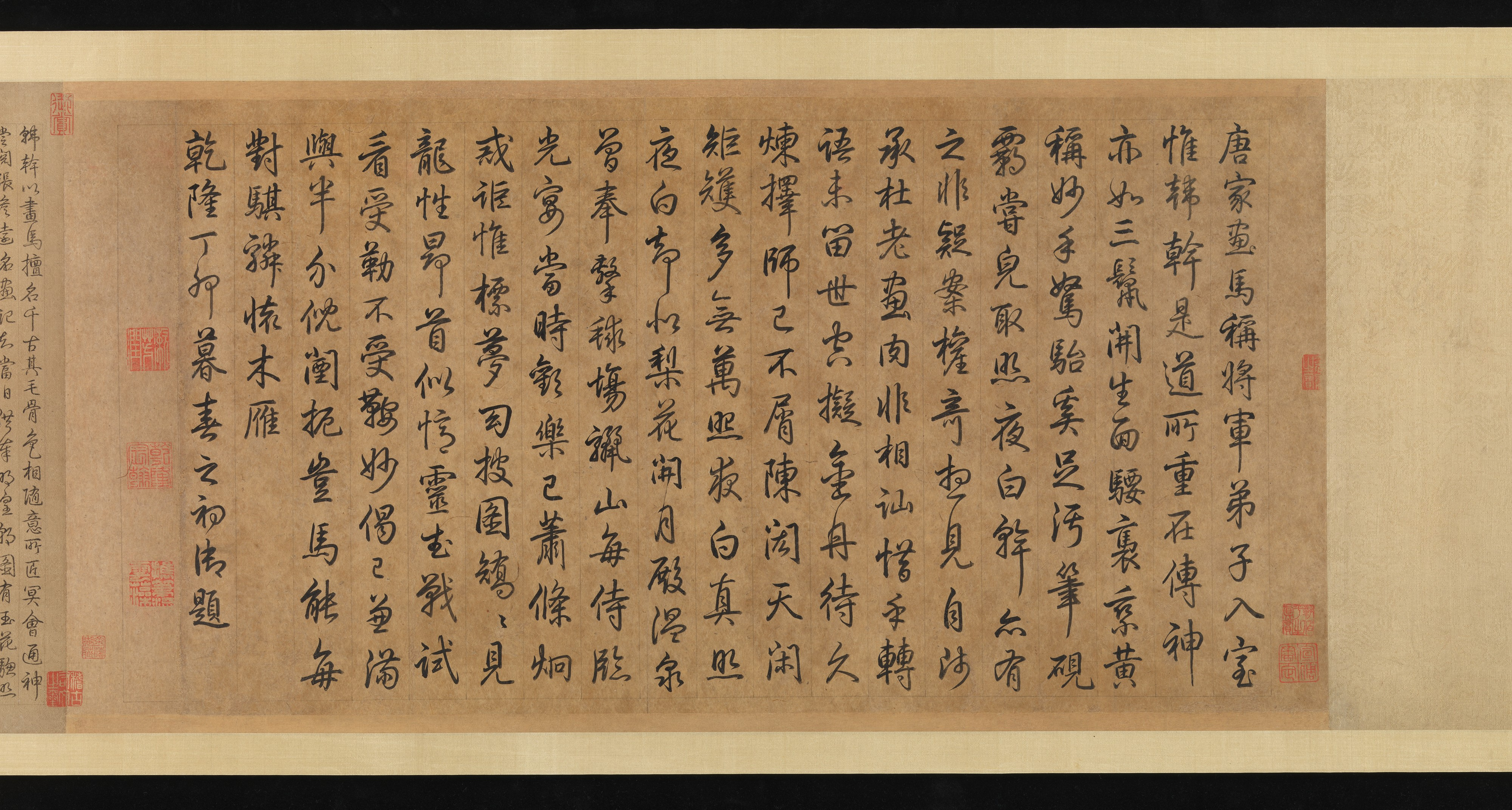
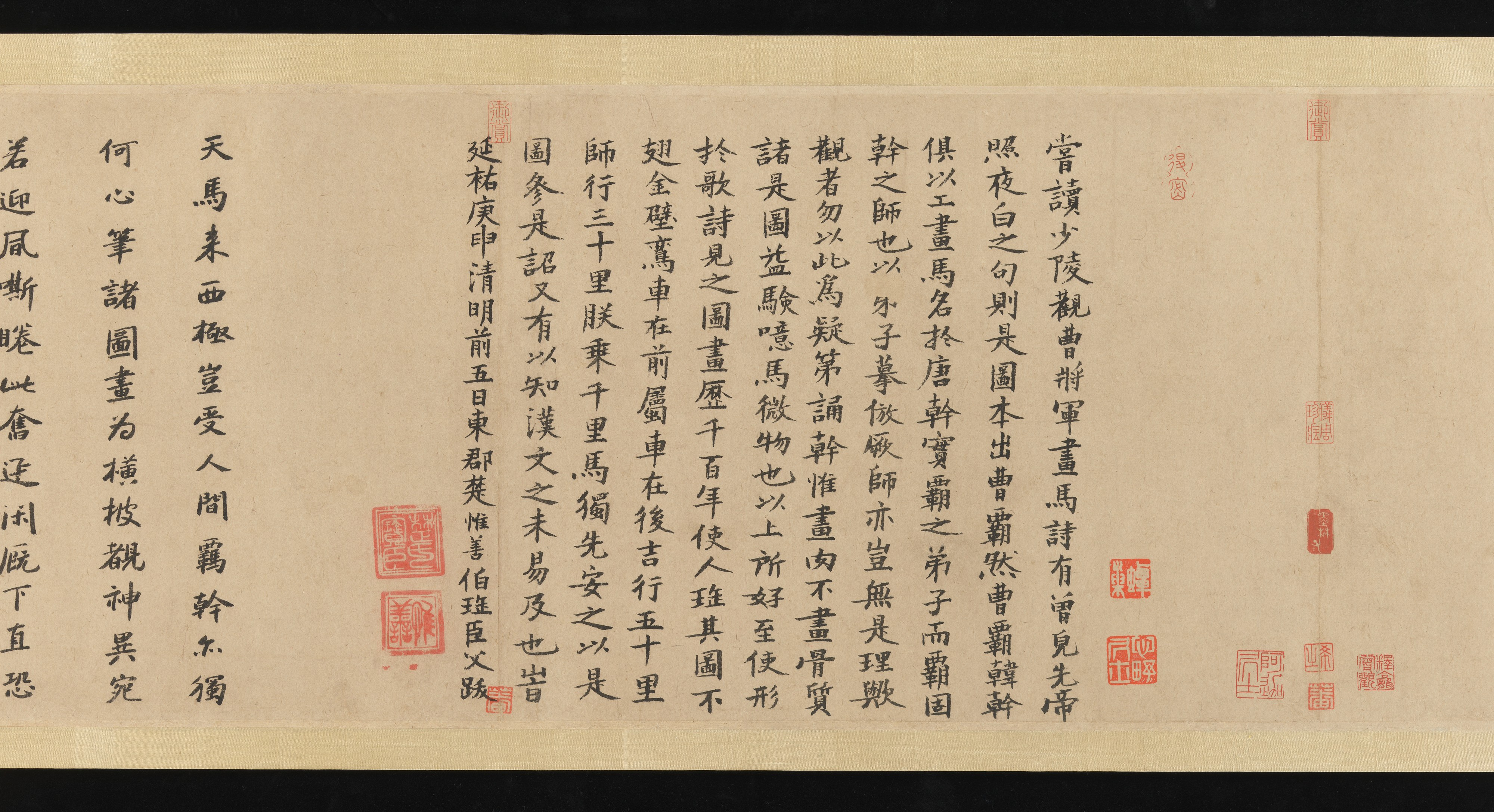